# دين ديلون
دين ديلون (بالإنجليزية: Dean Dillon)‏ هو موسيقي ومغن مؤلف ومغني أمريكي، ولد في 26 مارس 1955 في ليك سيتي في الولايات المتحدة.

## وصلات خارجية
- دين ديلون على موقع IMDb (الإنجليزية)
- دين ديلون على موقع ميوزك برينز (الإنجليزية)
- دين ديلون على موقع أول ميوزيك (الإنجليزية)
- دين ديلون على موقع ديسكوغز (الإنجليزية)